# 染谷光男
染谷 光男（そめや みつお、1941年1月26日 - ）は、日本の経営者。キッコーマン社長、会長を務めた。

## 来歴・人物
千葉県出身。1964年に慶應義塾大学経済学部を卒業し、同年に野田醤油(のちのキッコーマン)に入社した。1996年3月に取締役に就任し、2001年3月に常務、2005年6月に専務を経て、2008年4月に社長に就任。2013年6月に相談役に就任。